# Salsola spicata
Salsola spicata är en amarantväxtart som beskrevs av Carl Ludwig von Willdenow. Salsola spicata ingår i släktet sodaörter, och familjen amarantväxter. Inga underarter finns listade i Catalogue of Life.